# Buffalo (Illinois)
Pour les articles homonymes, voir Buffalo.
Buffalo est un village du comté de Sangamon, en Illinois, aux États-Unis. Fondé en 1854, il est incorporé le 7 juin 1879. Lors du recensement de 2010, le village comptait une population de 503 habitants.

## Source de la traduction
- (en) Cet article est partiellement ou en totalité issu de l’article de Wikipédia en anglais intitulé « Buffalo, Illinois » (voir la liste des auteurs).